# Sepicana arfakensis
Sepicana arfakensis es una especie de escarabajo longicornio del género Sepicana, tribu Tmesisternini, orden Coleoptera. Fue descrita por Breuning en 1950.

## Descripción
Mide 26-28 mm de longitud.

## Distribución
Se distribuye por Indonesia y Papúa Nueva Guinea.